# Collective Soul
Collective Soul es una banda de rock alternativo proveniente de Georgia, Estados Unidos, y una de las bandas denominadas post-grunge más importantes surgidas en los años 1990, junto con otras como Bush, Live y Foo Fighters.
Su estilo está enmarcado dentro del rock alternativo, y también experimentan sonidos grunge y hard-rock mezclados con pop y folk; lo que le da el carácter a la banda. Su música se caracteriza por los riffs pesados y sus pegadizas melodías. Las principales influencias de la banda incluyen a Elvis Presley, Elton John, The Cars y The Beatles, como también muchas bandas new wave de los años 1980.
Collective Soul tuvo su primer gran éxito a finales del año 1993, con el sencillo "Shine", que fue muy difundido en MTV y las radios de todo el mundo, ayudando a la banda a ganar popularidad y vender millones de discos.

## Historia

### Inicios de la banda(1993)
El cantante, guitarrista y compositor, Ed Roland, fundó la banda a mediados de los 1980 después de abandonar la Escuela de Música Berklee College of Music debido a falta de dinero.
Antes de que apareciera Shine, Collective Soul ya tenía historia, pero se circunscribía a Stockbridge, una localidad de Georgia de la que son originarios todos los miembros del grupo. Ed Roland llevaba la música en la sangre, pero su familia, de estricto orden religioso, no veía en ello ninguna ventaja. Su padre, sacerdote, pensaba que esas cosas del rock y el pop no eran nada positivas para un niño que iba a cumplir los diez años. Era inevitable que, por la radio o la televisión, apareciera algún tema clásico de Elvis o de Jerry Lee Lewis, pero, en lo posible, ese tipo de sonido no visitaría la casa de los Roland. El disco que descubrió a Ed que quería ser músico fue un recopilatorio con los grandes éxitos de Elton John. Desde que lo escuchó tuvo muy claro que, si tenía que irse de casa para cumplir su sueño, se marcharía. Y lo hizo. Se fue a Boston a estudiar en el Berklee College of Music, probablemente el sitio más adecuado para afianzar sus sueños. Su decisión tuvo dos consecuencias importantes: la primera fue que su familia rebajó sus estrictos niveles de control y permitió a su hermano Dean tener más acceso a la música; la segunda, que Ed ya no trabajaría nunca en otra cosa que no estuviera relacionada con este mundo.
Cuando volvió a Stockbridge, el mayor de los hermanos Roland comenzó a trabajar en un pequeño estudio que, como mejor oferta para sus clientes, podía proporcionar grabaciones en veinticuatro pistas. El estudio era propiedad del padre de Will, un amigo al que ya había conocido en los tiempos en los que Ed y Dean cantaban en el coro de la iglesia de su religioso padre. Will, por su parte, tenía gran amistad con Ross desde que ambos coincidieran en los Boy Scouts, asociación en la que Shane tocaba junto a ellos en la banda de música. Desde muy jóvenes todos se reunían en la casa de Will para escuchar aquellos discos que los hermanos Roland no podían disponer.
Los cinco tenían sus experiencias musicales allá donde eran posibles. Ed fue el que más avanzó al pasarse muchas de horas trabajando en el "Reel to Reel Studios", grabando maquetas para grupos y aprendiendo a manejar todos esos artefactos llenos de luces y botones que caracterizan cualquier estudio de grabación. Junto a sus amigos y compañeros, irían grabando sus composiciones a lo largo de los días, "Aquellos demos formarían luego Hints, Allegations and Things Left Unsaid" comenta Ross. Se grabáron a lo largo de cuatro años a partir de 1991. Esas canciones fueron el comienzo de Collective Soul. Ed, Shane y Ross, junto con otros amigos, trataron de ponerlas en directo, pero cuando las compañías iban dando sus negativas una tras otra, la cosa se desinfló y todo se acabó. Todo fue algo transitorio; llegó el éxito de "Shine" y todo volvió a empezar de nuevo. A los grupos famosos de Georgia, entre los que se encontraban R.E.M. y The Black Crowes, había que añadir, a partir de entonces, el nombre de este quinteto.

### El salto al éxito(1993-1995)
Con su pop-rock melódico y pegadizo y sus guitarras ligeramente distorsionadas, Collective Soul saltaron desde Stockbridge, Georgia, al tope de la música de los años 1990. La banda no consiguió despertar el interés de ningún sello, y un desanimado Roland abandonó todo en 1992 para realizar un demo con la esperanza de conseguir trabajo. El demo de "Shine" llamó la atención de varias estaciones de radio alternativas y de Atlantic Records, Roland apresuradamente armó una nueva versión de los Collective Soul con su hermano Dean en guitarra, Ross Childress en guitarra principal, Will Turpin en bajo y el baterista original Shane Evans.
"Shine" se convirtió en un éxito ineludible de MTV y de las radios durante 1994; ayudó a que el debut de la banda, Hints, Allegations, and Things Left Unsaid (1993), vendiera más de un millón de copias. Con este álbum debut, se vieron sobre el escenario de Woodstock 1994. Después llegó un maratón de conciertos con Aerosmith, el reconocimiento de la crítica y un inesperado éxito que se vio reflejado en las listas de éxitos de todo el mundo, gracias a "Shine" y "Breathe", principalmente; el disco también contenía canciones de gran nivel como "Love Lifted Me", "Burning Bridges" o "Goodnight, Good Guy".
Tras esa locura en la que se vieron envueltos, el grupo consiguió entrar en el estudio para grabar su nuevo disco, una impresionante colección de canciones apoyadas sobre el sonido de las guitarras. La banda consideró ese segundo trabajo como su álbum debut, para subrayar ese hecho lo titularon sencillamente Collective Soul (1995), y la recepción del disco fue tan positiva que estuvo 76 semanas en listas americanas y produjo éxitos como "Gel", "December" y "The World I Know", este último consiguió varios N.º 1 en los charts. Con su nuevo disco en la calle, se embarcaron en una gira de ocho semanas como teloneros de Van Halen en EE. UU., siguieron por Europa. Comenzó la carrera internacional del grupo. El disco permitía comprobar que lo ofrecido en el primer disco podía tener continuación. Buenas canciones, en la órbita del pop-rock americano, llenaban un álbum simpático en el que se apreciaba personalidad y carisma. El disco fue grabado muy deprisa, con un enorme interés por parte de la compañía y de la misma banda para que el álbum no dejara que se apagara la llama que se había encendido con "Shine". El álbum terminaría superando las tres millones de copias vendidas.
Tras veinte meses en carretera, el quinteto se moría por componer nuevas canciones y grabar demos sin fechas límite agobiándolos: "El estado de ánimo era perfecto", dice Eddie (que con este disco ha logrado salir de una larga crisis tanto personal como profesional), "Las canciones sonaban de maravilla así que seguimos grabando y sin darnos cuenta ya teníamos veinte grabadas". Con otro impulso creativo más (y la ayuda de The Memphis Horns) le dieron los toques finales al disco en los estudios "House of Blues" de Memphis.

### La consolidación y la culminación de una etapa en Atlantic Records(1997-2001)
Disciplined Breakdown, el tercer álbum de la banda, fue lanzado en 1997; "Precious Declarations" y "Listen", fueron los sencillos elegidos, que se convertirían en verdaderos hits de la banda. Una más que digna continuación que consolidaba lo ya ofrecido. Se mostró una clara maduración tanto de la banda como del sonido. Lo que sí consiguió Disciplined Breakdown fue marcar diferencias entre Collective Soul y otros grupos de su estilo. "Otras bandas tienen 'el' sonido y todo lo que hacen suena así. Componen como pueden. Nosotros podemos hacer canciones de rock como podemos hacer baladas. Siempre que utilizamos un instrumento lo hacemos intentando que la canción suene como nosotros deseamos, sin restricción". Eso es precisamente lo que lleva a la banda a usar con frecuencia cosas tan pintorescas como elementos y formaciones de cuerda. "No creo", comenta Ross, "que eso sea tan distintivo de nuestro estilo. Nosotros somos un grupo de guitarras y nos gusta, prioritariamente, el sonido de las guitarras. Ahora bien: si una canción nos pide cuerdas, teclados u otra cosa... entonces lo grabamos".
Al año siguiente, en 1998, "She Said" se convierte en banda sonora de la película Scream 2, consiguiendo una significativa difusión en las radios.
En 1999 lanzaron Dosage, y consiguen una muy buena aceptación; con éxitos como "Heavy", en el que le hacen honor al título de la canción y además no pierden la melodía propia de la banda; melodía que se ve más reflejada en "Run", en la que emplean guirarras acústicas, como es costumbre en los discos de las banda, y unos acertados arreglos de guitarra eléctrica. El disco fue grabado en un plazo de seis meses, lo que convierte a Dosage en la primera macroproducción de Collective Soul. "Con todo el proceso han sido casi ocho los meses que hemos estado trabajando en él. Es la primera vez que hemos tenido tiempo y eso nos ha servido de mucho. Mientras grabábamos seguíamos componiendo y al final nos juntamos con casi treinta canciones. Además nos hemos divertido y todo se ha hecho sin restricciones de ningún tipo", comentó Ross.
"El mundo es muy grande y Estados Unidos también es muy grande. Hay espacio para todo, incluido el rock 'n' roll. Los jóvenes de quince años parecen más abiertos a cosas como el hip-hop, pero siempre hay base para todo tipo de estilos y no creo que ninguno se termine muriendo. Eso es bueno porque te dejar ser como realmente eres a la hora de tocar tu música", comenta Ross, se muestra reacio también a aceptar que el rock solo le puede gustar a gente de una determinada clase o edad. "Nosotros queremos a todo el mundo, a cualquier tipo de gente. No tenemos por qué tocar sólo para un sector del público, ya que en nuestros conciertos vemos a personas que van con sus hijos de seis años. Eso es lo divertido. Eso es el rock 'n' roll. Es lo grande de esto".
Sin tomarse un descanso, al año siguiente editan Blender, considerado un "paso en falso" por la crítica más objetiva, este disco pierde muchas de las características que venía mostrando la banda, como los riffs característicos de sus tres guitarras. El álbum tiende a un sonido más comercial de las banda, aunque esto no se vio reflejado en la cantidad de copias vendidas. Cuenta con algunas destacadas interpretaciones como "Why Pt. 2" y "Perfect Day" (interpretada junto a Elton John como invitado de lujo).
Con más de 8 millones de discos vendidos a lo largo de su carrera, Collective Soul decide cerrar una etapa, en el año 2001 editan el recopilatorio 7even Year Itch - Greatest Hits (1994-2001), que recoge los principales éxitos como "Shine", "The World I Know", "Listen", "Run", etc. Y cuenta con dos nuevas grabaciones "Next Homecoming" y "Energy", esta última fue considerada por parte de la crítica como "de perfecta composición melódica", a pesar de esto no consiguió ningún tipo de éxito al no tratarse de un sencillo promocional. Además contiene "She Said", la banda sonora de la película Scream 2. Este fue su último lanzamiento con Atlantic Records, antes de firmar con una nueva discográfica.

### Una nueva etapa(2004-)
En el año 2004, tras cuatro años de silencio editan Youth, el sexto disco de estudio de la banda, lanzado por El Music Group, sello discográfico fundado por la banda ese mismo año. Youth se trata de una colección de once temas que parecen volver a ponerlos en esa senda de riffs pegadizos de guitarra rítmica y coros constantes de Ed Roland, su líder y voz. El primer sencillo, "Counting the Days", así parece confirmarlo: un tema poderoso, "pegajoso" desde el primer instante gracias a un insistente fondo de guitarra y esos versos repetidos en eco tan característicos de la banda. Con "Better Now" y "How Do You Love?", intentan continuar con la misma línea, las de sus inicios pero sin dejar de crecer como banda ni perder la sincronización casi perfecta que hay entre los músicos.
En mayo de 2005, lanzan un EP de 8 canciones, titulado From the Ground Up, el cual cuenta con versiones acústicas de algunas de las canciones favoritas de la banda, y además incluye una canción nueva titulada "Youth".
Durante este período, el baterista Shane Evans abandona Collective Soul. Es sustituido por el baterista de estudio Ryan Hoyle, quien se encargó de tocar con la banda durante la gira. Más tarde, Hoyle sería incluido dentro de la formación oficial de la banda.
El séptimo álbum de la banda, Afterwords, lanzado en agosto de 2007, fue coproducido por Anthony J. Resta (Duran Duran, Shawn Mullins, Satellite Party). La banda hizo un trato con la compañía Target Corporation, haciéndola la exclusiva distribuidora de las ventas físicas (CD) de Afterwords. Es álbum también está disponible en forma digital en iTunes. El primer sencillo fue "Hollywood", lanzado en mayo. Afterwords debutó en el número 25 en el "Billboard Comprehensive Albums Chart" y en el número 5 en "iTunes digital Albums Chart".
La banda tuvo una participación en The Tonight Show con Jay Leno a finales de agosto de 2007, para promocionar el álbum, en donde tocaron "Hollywood". A principios de septiembre la banda salió de gira junto a Live y Counting Crows, la gira se llamó "Triple Play Tour".
En 2009 llegaría su octavo disco de estudio -- y su segundo homónimo: Collective Soul (también conocido entre los fanes como "Rabbit", debido al conejo en el arte de tapa). El track roquero "Welcome All Again" fue el primer sencillo. Este álbum sería el último de Joel Kosche en guitarra líder y de Cheney Brannon en batería.
Con Jesse Triplett y Johnny Rabb en reemplazo de Kosche y Brannon, respectivamente, la banda lanzaría en 2015 See What You Started by Continuing. Producido por el propio Ed Roland, el disco ofrece un sonido parecido a la "vieja escuela" de Collective Soul, con preeminencia de guitarras.
En 2017 llegaría el álbum en vivo Collective Soul - Live, que consiste en grabaciones de sus giras entre 2016 y 2017.
Para 2019 está anunciada la salida de su décimo disco: Blood. Se especula con que sea un disco doble. Algunas canciones, como "Right as Rain" y "Rule Number One", han sido tocadas en vivo estos últimos meses.
Blood fue lanzado el 21 de junio de 2019; consta de 10 canciones con una amplia gama de estilos. Para 2020 se espera otro nuevo trabajo que incluiría títulos como "Summer Song", "Reason", o "Comes Back to You".

## Miembros
Miembros actuales
- Ed Roland - (1992-presente) — voz, guitarra rítmica, teclado
- Dean Roland - (1993-presente) — guitarra rítmica
- Will Turpin - (1993-presente) — bajo, coros
- Johnny Rabb - (2012-presente) - batería, percusión
- Jesse Triplett - (2014-presente) - guitarra líder

Exmiembros
- Ross Childress - (1992-2001) — guitarra líder
- Shane Evans - (1992-2003) — batería, percusión
- Ryan Hoyle - (2003-2008) — batería, percusión
- Joel Kosche - (2001-2014) — guitarra líder
- Cheney Brannon - (2008-2012) - batería, percusión

## Discografía

### Álbumes de estudio
- Hints, Allegations, and Things Left Unsaid (1993)
- Collective Soul (1995)
- Disciplined Breakdown (1997)
- Dosage (1999)
- Blender (2000)
- Youth (2004)
- Afterwords (2007)
- Collective Soul  (2009)
- See What You Started by Continuing (2015)
- Blood (2019)
- Vibrating (2022)

### Recopilaciones
- 7even Year Itch: Greatest Hits, 1994-2001 (2001)

### Álbumes en vivo
- From the Ground Up (2005)
- Home: A Live Concert Recording With The Atlanta Symphony Youth Orchestra (2006)
- Live (2017)

### DVD
- Music in High Places: Live from Morocco (2001)
- Home: A Live Concert Recording With The Atlanta Symphony Youth Orchestra (2006)